# William Ramsay

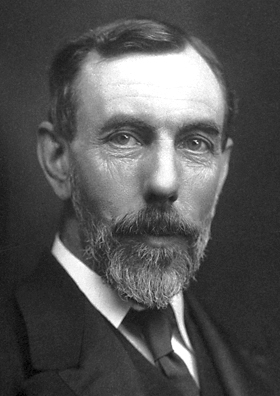
William Ramsay, vor 1908

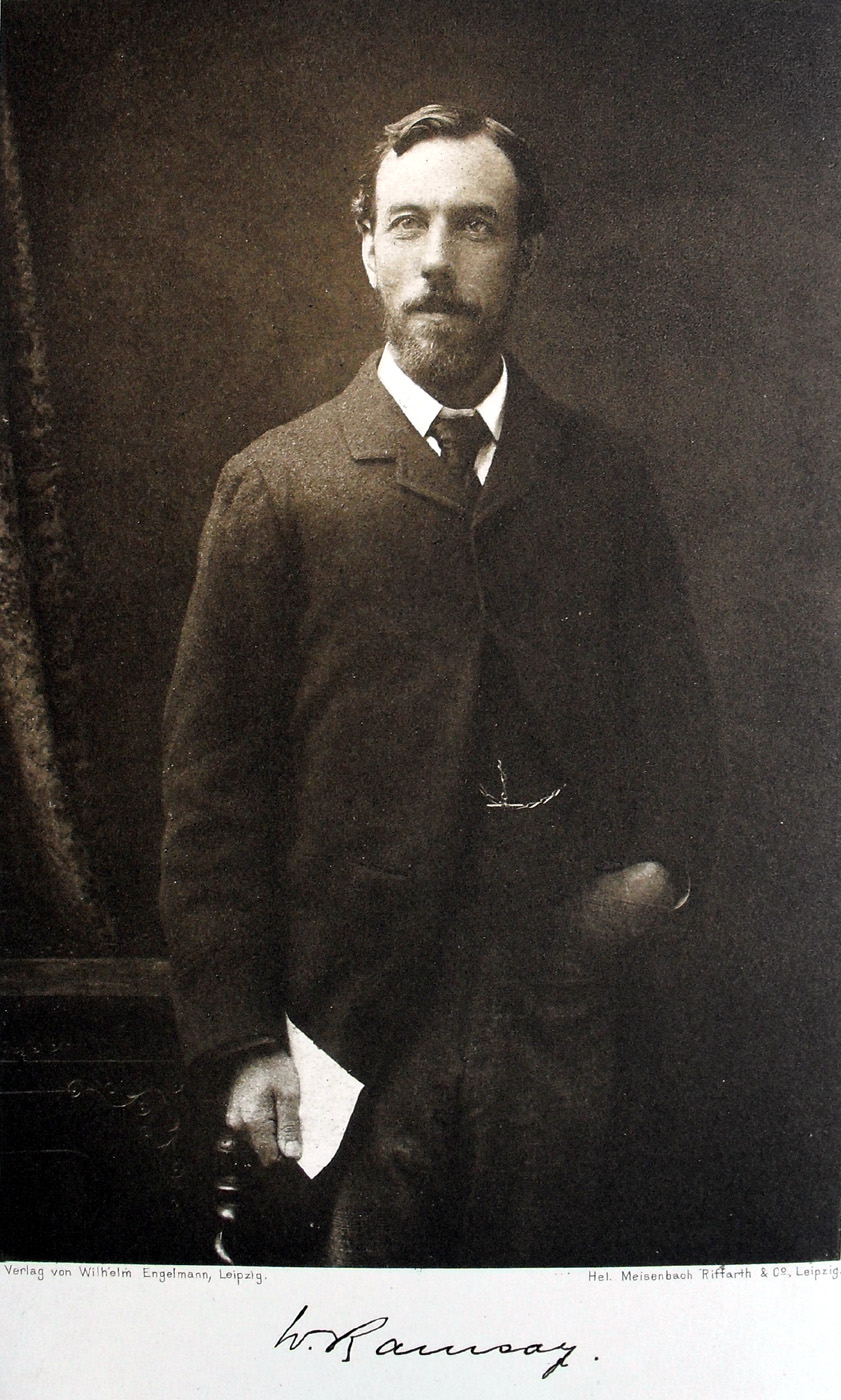
William Ramsay, 1903

Sir William Ramsay (* 2. Oktober 1852 in Glasgow; † 23. Juli 1916 in High Wycombe) war ein schottischer Chemiker.
Er erhielt 1904 den Nobelpreis für Chemie für die Entdeckung der Edelgas-Elemente und deren Einordnung in das Periodensystem. Damit wurde Ramsay für die Entdeckung der Edelgase Argon, Krypton, Xenon, Neon und Helium geehrt.
Daneben entwickelte er grundlegende Ideen zum Atombau der Elemente und er konnte beim radioaktiven Zerfall Helium nachweisen. Außerdem entwickelte er eine chemische Synthese für Pyridin aus Cyanwasserstoff und Acetylen.

## Leben und Wirken
Ramsay wurde in Glasgow als Sohn von William Ramsay und Catherine, geb. Robertson, geboren. Sein Onkel war der schottische Geologe Sir Andrew Ramsay.
Er studierte zunächst an der Glasgow Academy und dann an den Universitäten in Glasgow, Heidelberg (1870 bei Robert Bunsen) und Tübingen, wo er ein Zimmer bei dem Mathematiker Ferdinand Kommerell mietete. In Tübingen fertigte er seine Doktorarbeit bei Rudolph Fittig an und wurde dort promoviert. 1880 wurde er Professor der Chemie in Bristol. 1887 folgte er dem Ruf an das University College London. Hier arbeitete er bis 1912.
1881 heiratete er Margaret Johnstone Marshall (geborene Buchanan), Tochter von George Stevenson Buchanan. Sie hatten eine Tochter und einen Sohn.

## Wissenschaftliche Arbeiten
Ramsay befasste sich zunächst mit Pyridinbasen; 1876 entwickelte er eine Synthese von Pyridin aus Cyanwasserstoff (Blausäure) und Acetylen. Seit 1877 wendete er sich der physikalischen Chemie zu. Es folgten Untersuchungen zur Dissoziation von Metallhydroxiden. Er bestimmte mit neuen Methoden das spezifische Gewicht eines Stoffes am Siedepunkt, das Atomgewicht von Metallen und die Oberflächenspannung von Flüssigkeiten bis zu ihrem kritischen Punkt.
Ab 1887 wendete sich Ramsay den Dampfdrucklinien von organischen und anorganischen Stoffen zu. Er entdeckte, dass der Gasdruck bei konstantem Volumen proportional zur Temperatur gemäß der Beziehung
{\displaystyle p=b\cdot T-a}
ist.
1892 hatte Lord Rayleigh berichtet, dass Luftstickstoff und chemisch synthetisierter Stickstoff unterschiedliche Dichten haben. Er hatte den synthetischen Stickstoff nach einem von Ramsay vorgeschlagenen Verfahren aus Ammoniak gewonnen, jedoch war die Abweichung des spezifischen Gewichtes unerwartet. Ramsay schloss daraus, dass die Luft ein weiteres Gas mit höherer Dichte enthalten müsste.
Aufgrund der spezifischen Wärmen (bei konstantem Volumen und konstantem Druck) folgerte er, dass das Gas einatomig sein müsste.
Er nannte das gänzlich unreaktive Gas Argon.
Der deutsche Mineraloge William Hillebrand hatte in Gesteinen, genauer in Uranerzen, ein anderes unreaktives Gas entdecken können. Spektroskopisch konnte Ramsay deutliche Linien nachweisen. Zuvor waren (durch Jules Janssen) die spektroskopischen Linien dieses Gases im Sonnenspektrum beobachtet worden. Ramsay fand für dieses Gas das Atomgewicht 4 und bezeichnete es als Helium (1895).
Aufgrund der neu entdeckten Gase und deren Bereicherung für das Periodensystem glaubte Ramsay weitere Edelgase angeben zu können und spekulierte sogar, dass es ein Element mit der Atommasse von 20 geben müsse.
In dieser Zeit begann Ramsay mit Morris William Travers zusammenzuarbeiten. Bis zum Jahre 1898 fanden sie die restlichen Edelgase Krypton, Neon und Xenon. Alle Edelgase ordnete Ramsay in das Periodensystem ein.
Nach 1898 experimentierte Ramsay mit Frederick Soddy an Radiumsalzen. Sie konnten dabei das Heliumgas nachweisen.
Durch diese Umwandlung von Radium in Helium schien der Traum der alten Alchemisten – Atome in andere Atome umwandeln zu können – wahr geworden zu sein. Ernest Rutherford und Soddy sprachen die Vermutung aus, dass die Umwandlung mit Radioaktivität verbunden ist und dass die Strahlung wahrscheinlich eine Masse hat.
Zusammen mit Alexander Thomas Cameron erfolgten Untersuchungen zur Krebsheilung mit radioaktiven Elementen.
Ramsay stellte nun auch erste Gleichungen zur radioaktiven Stoffumwandlung vor. Ferner stellte er Hypothesen zum Atombau auf, indem er annahm, der Kern sei ein positives Ion, das Elektron habe eine unabhängige Existenz.
Ramsay hielt die Chemie als volkswirtschaftlich wichtigste Basis eines Landes, er prägte den Satz: Das Land und das Volk, welches den anderen in der Chemie überlegen ist, wird auch das erste an Reichtum und allgemeinen Wohlstand sein.
Bei seinen Arbeiten setzte er sich starker radioaktiver Bestrahlung aus, sodass er an Nasenkrebs erkrankte, dem er dann schließlich erlag.

## Ehrungen
- 1888 Mitglied der Royal Society.
- 1895 wurde ihm die Barnard-Medaille verliehen.
- 1895 korrespondierendes Mitglied der Académie des sciences, seit 1910 auswärtiges Mitglied (associé étranger).[3]
- 1896 Korrespondierendes Mitglied der Preußischen Akademie der Wissenschaften.
- 1899 Mitglied der American Philosophical Society.[4]
- 1901 Korrespondierendes Mitglied der Russischen Akademie der Wissenschaften (1913 Ehrenmitglied).[5]
- 1902 Ernennung zum Knight Commander des Order of the Bath, damit Erhebung in den persönlichen Adelsstand als Knight mit der Anrede „Sir“
- 1903 Verleihung der Ehrendoktorwürde der Medizinischen Fakultät der Universität Heidelberg.
- 1904 Mitglied der National Academy of Sciences.
- 1904 erhielt er den Nobelpreis für Chemie für seine Forschungen auf dem Gebiet der Edelgase „als Anerkennung des Verdienstes, das er sich durch die Entdeckung der indifferenten gasförmigen Grundstoffe in der Luft und die Bestimmung ihres Platzes im periodischen System erworben hat“.
- 1905 Ehrenmitglied (Honorary Fellow) der Royal Society of Edinburgh[6]
- 1908 Korrespondierendes Mitglied der Bayerischen Akademie der Wissenschaften und auswärtiges Mitglied der Königlich Niederländischen Akademie der Wissenschaften.[7]
- 2019 wurde Ramsay von der Suchmaschine Google mit einem Doodle zum 167. Geburtstag geehrt.[8]
- Nach Ramsay ist ein Mondkrater benannt (Ramsay (Mondkrater), Lage: 40° 12' S, 144° 30' O, mittlerer Durchmesser 81 km).

## Schriften
- Elementary systematic chemistry for the use of schools and colleges. Churchill, London 1891, (Deutsch: Kurzes Lehrbuch der Chemie nach den neuesten Forschungen der Wissenschaft. Unter Mitwirkung des Verfassers bearbeitet von Gerhard C. Schmidt. A. Schmidt, Anklam 1893).
- The gases of atmosphere, the history of their discovery. Macmillan and Co, London 1896, (Digitalisat; Deutsch: Die Gase der Atmosphäre und die Geschichte ihrer Entdeckung. 3. Auflage. Ins Deutsche übertragen von Max Huth. Knapp, Halle (Saale) 1907).
- Introduction to the study of physical chemistry. Longmans, Green & Co., London 1904, (Digitalisat; Deutsch: Einleitung in das Studium der physikalischen Chemie. Deutsch von Max Iklé. Barth, Leipzig 1908).
- Modern chemistry. 2 Bände (Bd. 1: Theoretical; Bd. 2: Systematic). Dent, London 1900, (Deutsch: Moderne Chemie, 2 Bände (Bd. 1: Theoretische Chemie; Bd. 2: Systematische Chemie). Ins Deutsche übertragen von Max Huth. Knapp, Halle (Saale) 1905–1906).
- Elements and electrons. Harper and Brothers, London u. a. 1912, (Digitalisat).